# Ian Hughes
Ian Hughes (* 8. April 1969 in Vancouver, British Columbia, Kanada) ist ein neuseeländischer Schauspieler, Filmregisseur und Drehbuchautor.

## Leben
Hughes wurde am 8. April 1969 in Vancouver geboren. Später zog er mit seiner Familie nach Auckland, Neuseeland.
Er begann zuerst mit dem Theaterspiel, wechselte Anfang der 90er Jahre allerdings in die Film- und Fernsehbranche. Seine erste Spielfilmrolle erhielt er 1992 in Desperate Remedies. Ab demselben Jahr war er in verschiedenen Rollen bis einschließlich 2004 in der Fernsehserie Shortland Street zu sehen. Weitere unterschiedliche Charaktere stellte er in der Fernsehserie Xena – Die Kriegerprinzessin dar.
In Der Herr der Ringe: Die Rückkehr des Königs spielte er Irolas, einen vom Produzententeam  erfundenen Charakter, der auf die im Roman vorkommende Charaktere Imrahil und Beregond basiert und laut IMDb der Bruder des Letzteren sei. In den Serien Power Rangers Jungle Fury und Power Rangers Ninja Steel war er als Synchronsprecher zuhören.
Nach der Jahrtausendwende war er wieder vermehrt in Theaterstücken zu sehen und wurde 2010 für Mojo mit dem NZ Herald Best of Theatre Award ausgezeichnet. 2024 spielte er die Rolle des Dr. Ben Matthews in der Filmproduktion A Mistake.
Bereits 2000 debütierte er mit dem Kurzfilm The Waiting Room als Filmregisseur. Für den Kurzfilm verfasste er ebenfalls das Drehbuch. Seit 2015 führt er regelmäßig Regie in verschiedenen Episoden der Fernsehserie Shortland Street, seit 2022 zusätzlich für die Fernsehserie Home and Away.

## Filmografie (Auswahl)

### Schauspiel
- 1992: Desperate Remedies
- 1992–2004: Shortland Street (Fernsehserie, 9 Episoden, verschiedene Rollen)
- 1996: Peach (Kurzfilm)
- 1996: Headlong (Kurzfilm)
- 1996–2001: Xena – Die Kriegerprinzessin (Xena: Warrior Princess, Fernsehserie, 3 Episoden, verschiedene Rollen)
- 1997: Topless Women Talk About Their Lives
- 1998: City Life (Fernsehserie, Episode 1x26)
- 1998: Hercules (Hercules: The Legendary Journeys, Fernsehserie, 3 Episoden)
- 1998: Sehnsucht und Erinnerung (Memory & Desire)
- 1999: I’ll Make You Happy
- 1999: Duggan (Fernsehserie, Episode 1x10)
- 1999: Letters About the Weather (Kurzfilm)
- 2000: The Waiting Room (Kurzfilm)
- 2000: As Dreams Are Made On (Kurzfilm)
- 2001: He Died with a Felafel in His Hand
- 2003: Power Rangers Ninja Storm (Fernsehserie, Episode 1x25)
- 2003: Power Rangers All (Fernsehserie, Episode 11x24)
- 2003: Der Herr der Ringe: Die Rückkehr des Königs (The Lord of the Rings: The Return of the King)
- 2003: Bogans (Kurzfilm)
- 2006: Doves of War (Fernsehserie, 4 Episoden)
- 2008: Richard Hasenfuß – Held in Chucks (Faintheart)
- 2009: Undergrowth (Kurzfilm)
- 2010: Four Lions
- 2011: Blitz – Cop-Killer vs. Killer-Cop (Blitz)
- 2011: Bliss (Fernsehfilm)
- 2012: Nothing Trivial (Fernsehserie 2 Episoden)
- 2013: Der Teufelsgeiger (The Devil’s Violinist)
- 2013: Go Girls (Fernsehserie, 7 Episoden)
- 2014: Brokenwood – Mord in Neuseeland (Brokenwood, Fernsehserie, Episode 1x03)
- 2024: A Mistake

### Synchronisationen
- 2008: Power Rangers Jungle Fury (Fernsehserie, 2 Episoden)
- 2017–2018: Power Rangers Ninja Steel (Fernsehserie, 6 Episoden)

### Regie
- 2000: The Waiting Room (Kurzfilm)
- 2014–2015: Kune’s Kitchen (Fernsehserie)
- 2015: Step Dave (Fernsehserie 2 Episoden)
- seit 2015: Shortland Street (Fernsehserie)
- seit 2022: Home and Away (Fernsehserie)

## Theater (Auswahl)
- 2002: Queen Leah, Regie: Simon Bennett, New Zealand Actors Company
- 2008: Ship Songs, Regie: Anna Marbrook, Auckland Theatre Company
- 2009: The SEXY RECESSION Show, Regie: Eve Gordon, TAPAC
- 2010: Mojo, Regie: Jeff Szusterman, Basement Theatre
- 2010: TOYS, Regie: Cameron Rhodes und Toby Leach, Basement Theatre
- 2012: Ship Songs, Regie: Anna Marbrook, Q Theatre